# Calzada de Valdunciel
Calzada de Valdunciel es un municipio y localidad española de la provincia de Salamanca, en la comunidad autónoma de Castilla y León. Se integra dentro de la comarca de La Armuña. Pertenece al partido judicial de Salamanca.
Su término municipal está formado por un solo núcleo de población, ocupa una superficie total de 20,03 km² y según los datos demográficos recogidos en el padrón municipal elaborado por el INE en el año 2017, cuenta con una población de 666 habitantes.

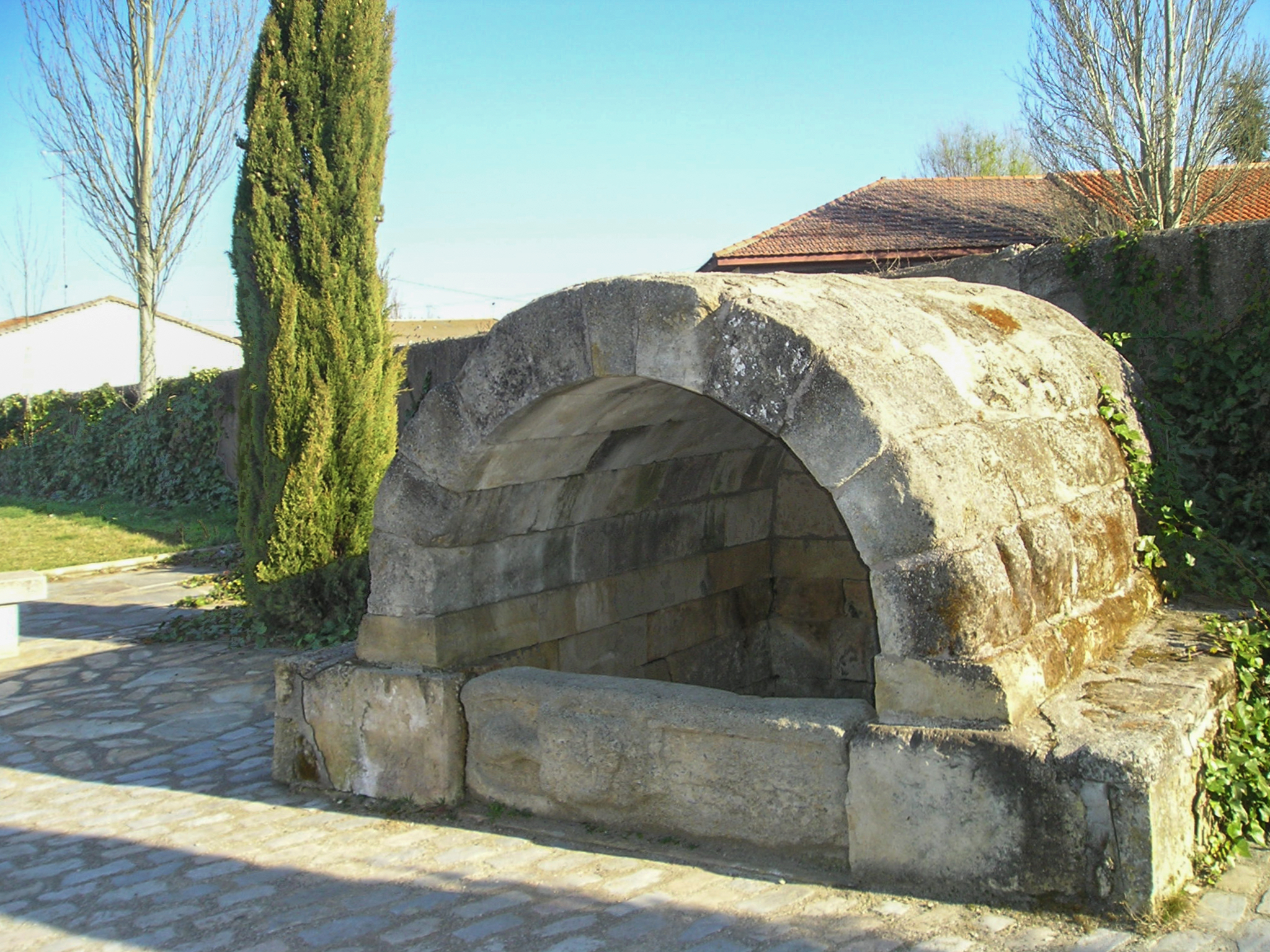
La Fuente Buena, de origen romano, reutiliza una estela antropomorfa altoimperial en su vaso.

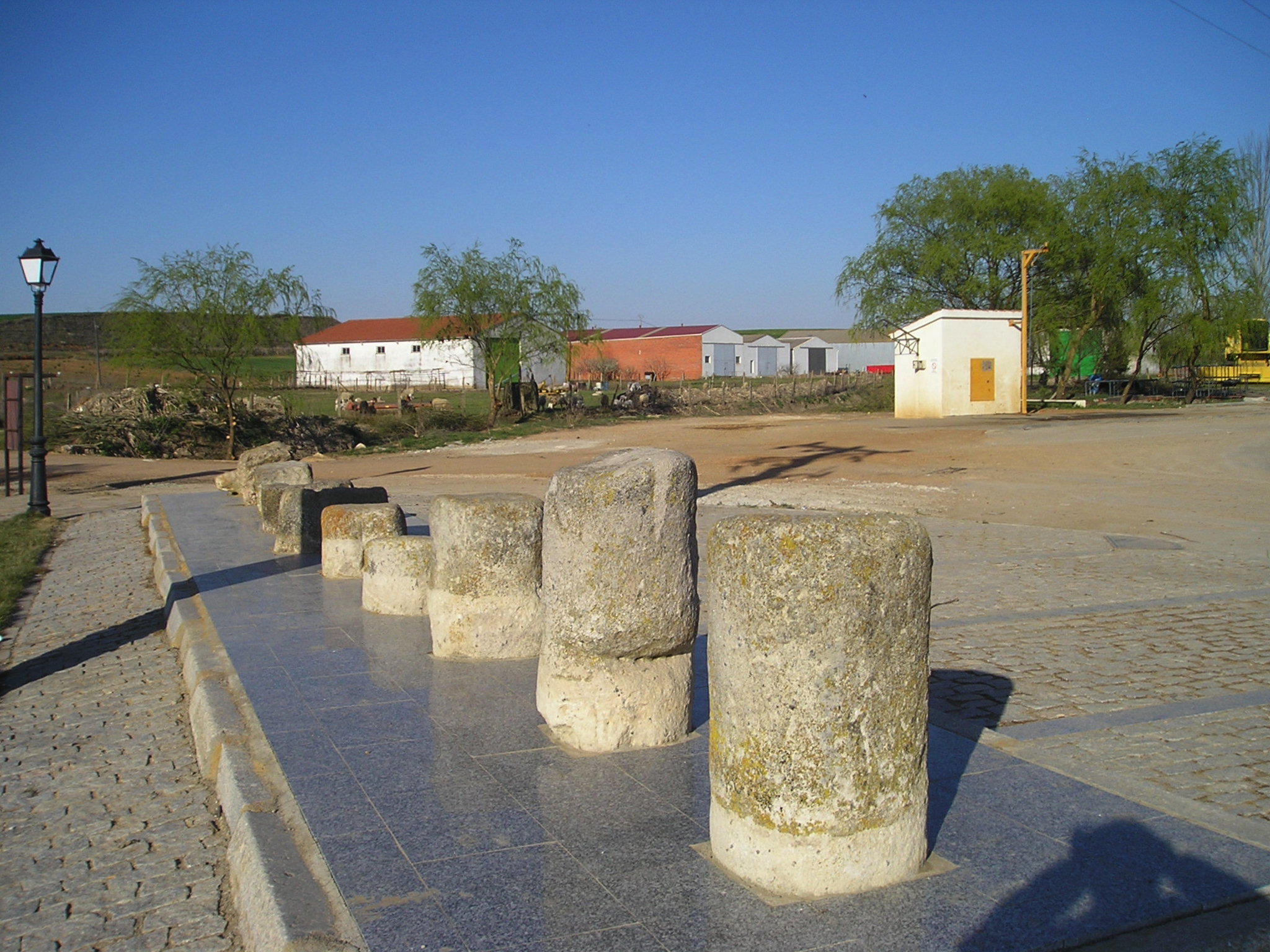
Miliario seccionado junto al arroyo Valdunciel, lugar por el que pasaba la Vía de la Plata, a unos 14 km al norte de Salamanca.

## Geografía
Integrado en la comarca de La Armuña, se sitúa a 13 kilómetros de Salamanca. El término municipal está atravesado por la autovía Ruta de la Plata (A-66) y por la carretera nacional N-630, entre los pK 324 y 327, además de por una carretera local que permite la comunicación con Valdunciel y Forfoleda. 
| Noroeste: Forfoleda | Norte: Valdunciel              | Nordeste: Valdunciel               |
| Oeste: Forfoleda    |                                | Este: Valdunciel                   |
| Suroeste: Valverdón | Sur: Castellanos de Villiquera | Sureste: Castellanos de Villiquera |

El relieve del municipio es predominantemente llano, destacando el arroyo de la Vega que cruza el territorio. La altitud oscila entre los 830 metros al norte y los 800 metros a orillas del arroyo. El pueblo se alza a 801 metros sobre el nivel del mar.

## Historia
Aunque los restos romanos nos indican la existencia de poblamiento en época romana, o cuanto menos, de un trasiego humano en el término favorecido por el paso de la Vía de la Plata por el mismo, la fundación del actual Calzada de Valdunciel parece encuadrarse dentro del proceso de repoblación llevado a cabo por los reyes de León en la Edad Media. En esta época la localidad quedó integrada en el cuarto de Armuña de la jurisdicción de Salamanca, dentro del Reino de León, denominándose "Calçada", nombre que deriva precisamente del paso de la calzada de la Plata por la localidad. Con la creación de las actuales provincias en 1833, quedó encuadrado en la provincia de Salamanca, dentro de la Región Leonesa.

## Geografía humana

### Demografía
Cuenta con una población de 700 habitantes (INE 2024).

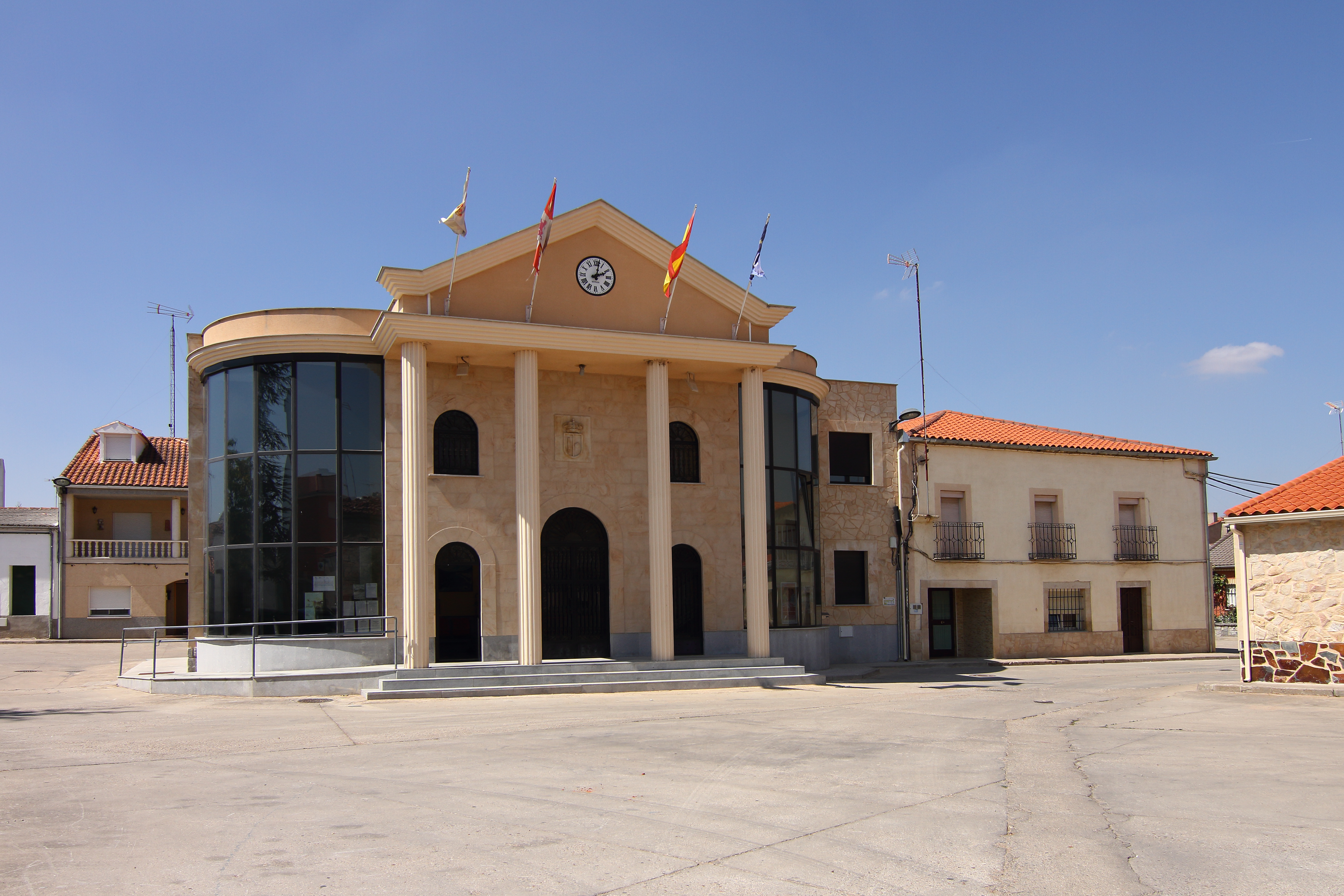
Casa consistorial.

| Gráfica de evolución demográfica de Calzada de Valdunciel entre 1842 y 2021                                           |
| |
| Población de derecho según los censos de población del INE. Población de hecho según los censos de población del INE. |

### Transportes
El municipio está bien comunicado tanto con Salamanca capital como con el resto del país, ya que cuenta con una salida compartida con el vecino término de Valdunciel de la autovía Ruta de la Plata que une Gijón con Sevilla y permite dirigirse tanto a Zamora como a la mencionada capital provincial.

## Monumentos y lugares de interés

### Fuente Buena
Calzada conserva un monumento funerario romano, el pretil de la llamada Fuente Buena, en la salida hacia Valdunciel. Se trata de una estela de granito con un interesante motivo tallado: una figura femenina yacente de medio cuerpo, con la mano derecha descansando bajo el pecho y la otra asida a un recipiente para libaciones, tal vez de hidromiel. Los extremos del epígrafe y del remate superior están cortados, probablemente para adaptar la estela a su función de brocal.

### Pontones
Entre sus monumentos figuran también los denominados Pontones que, según algún autores, son fragmentos sin epigrafía de miliarios romanos. Otras piezas de estos pontones, que servían de pasaderas del regato de la Vega, proceden del desmonte de una ermita cercana.

### Iglesia parroquial de Santa Elena
La iglesia parroquial de Santa Elena corresponde en su conjunto al siglo XVI. Es de nave única, con armadura simple de madera a dos aguas sobre grandes arcos transversales, retablo del siglo XVIII en la tradición de Churriguera, y tribuna a los pies sobre arcos rebajados y columnas itálicas. La portada principal, en el flanco sur, y la ventana de la capilla mayor fueron rehechas hacia el año de 1720. En ella se conservan interesantes restos de lo que debió de ser la anterior iglesia, que sería románica del siglo XII.

## Administración y política
| Partido político                         | 2023  | 2023  | 2023       | 2019  | 2019  | 2019       | 2015  | 2015  | 2015       | 2011  | 2011  | 2011       | 2007  | 2007  | 2007       | 2003  | 2003  | 2003       |
| Partido político                         | %     | Votos | Concejales | %     | Votos | Concejales | %     | Votos | Concejales | %     | Votos | Concejales | %     | Votos | Concejales | %     | Votos | Concejales |
| Por Calzada de Valdunciel (CV)           | 80,99 | 358   | 7          | —     | —     | —          | —     | —     | —          | —     | —     | —          | —     | —     | —          | —     | —     | —          |
| Ciudadanos (Cs)                          | 7,23  | 32    | 0          | 13,76 | 64    | 1          | 13,08 | 54    | 1          | —     | —     | —          | —     | —     | —          | —     | —     | —          |
| Partido Popular (PP)                     | 5,65  | 25    | 0          | 76,99 | 358   | 6          | 73,37 | 303   | 6          | 70,39 | 321   | 5          | 71,70 | 337   | 5          | 64,06 | 303   | 5          |
| Partido Socialista Obrero Español (PSOE) | 4,52  | 20    | 0          | 7,10  | 33    | 0          | 10,41 | 43    | 0          | 26,75 | 122   | 2          | 27,45 | 129   | 2          | 33,62 | 159   | 2          |